# Dowagiac
Dowagiac település az Amerikai Egyesült Államok Michigan államában, Cass megyében. Lakosainak száma 5721 fő (2020. április 1.).

## Közlekedés

### Vasút
A települést napi egy pár Blue Water néven futó Amtrak távolsági vonatjárat érinti.

## Népesség
A település népességének változása:

| 2010 | 5 879 |
| 2020 | 5 721 |